# Centrumkyrkans församling
Centrumkyrkans församling var en frikyrkoförsamling i Boxholms kommun. Församlingen slogs samman 2013 tillsammans med Saronförsamlingen och bildade Boxholms frikyrkoförsamling. 
Församlingskyrkan var Centrumkyrkan som byggdes 1970. 

## Historik
Församlingen bildades 1978 genom en sammanslagning av Boxholms baptistförsamling och Boxholms missionsförsamling.

## Pastorer
- 1987-1997 Bo Carlsson